# Kaitlyn Weaver
Kaitlyn Weaver (* 12. April 1989 in Houston, Texas) ist eine US-amerikanisch-kanadische Eiskunstläuferin, die im Eistanz startete. Mit Andrew Poje gewann sie zweimal die Vier-Kontinente-Meisterschaften, zweimal das Grand-Prix-Finale und drei Medaillen bei den Eiskunstlauf-Weltmeisterschaften und vertrat Kanada bei den Olympischen Winterspielen 2014 und 2018.

## Karriere
Kaitlyn Weaver begann im Alter von sechs Jahren mit dem Eiskunstlauf. Ab 2006 trainierte sie zusammen mit Andrew Poje. Für das gemeinsame Training zog die damals 17-Jährige nach Waterloo (Ontario) und bewarb sich bald darauf um die kanadische Staatsbürgerschaft. Sie trainierten zunächst bei Paul MacIntosh und wechselten nach eineinhalb Jahren zu Shae-Lynn Bourne und ihrem Team nach Toronto.
2007 gewannen Weaver und Poje die Bronzemedaille bei der Juniorenweltmeisterschaft. Im selben Jahr hatten sie ihr Debüt bei Weltmeisterschaften. Sie beendeten es auf dem 20. Platz. Im Jahr darauf verbesserten sie sich bei der Weltmeisterschaft auf den 17. Platz und debütierten bei den Vier-Kontinente-Meisterschaften, die sie auf dem fünften Platz beendeten.

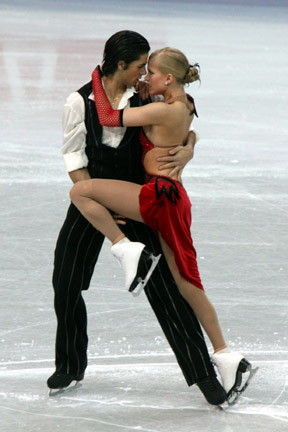
Weaver & Poje bei der Weltmeisterschaft 2008

Bei den Kanadischen Meisterschaften der Jahre 2009 und 2010 gewannen sie jeweils die Bronzemedaille hinter Tessa Virtue/Scott Moir und Vanessa Crone/Paul Poirier, weshalb sie nicht für einen der beiden Plätze im Olympiateam ausgewählt wurden. Im Jahr 2010 gewannen Weaver und Poje im südkoreanischen Jeonju die Goldmedaille bei den Vier-Kontinente-Meisterschaften, allerdings waren aufgrund der vorhergehenden Olympischen Spiele viele Konkurrenten nicht am Start. Bei ihrer dritten Teilnahme an Weltmeisterschaften erreichten die Kanadier 2011 in Moskau den fünften Platz.
Bei den Vier-Kontinente-Meisterschaften 2012 gewannen Weaver und Poje die Bronzemedaille hinter den beiden herausragenden Paaren der letzten Jahre, ihren Landsleuten Tessa Virtue und Scott Moir sowie den US-Amerikanern Meryl Davis und Charlie White.
Bei der Weltmeisterschaft 2012 in Nizza erreichten Weaver und Poje mit persönlichen Bestleistungen in beiden Segmenten und der Gesamtleistung einen vierten Platz. Mit ihrem Kürtanz zu dem traurigen Chanson Je suis malade schafften sie eine emotionale Darbietung, die vom Publikum begeistert aufgenommen wurde. Auch Trainerin Anschelika Krylowa zeigte sich nach der Kür tief berührt.
Für die Saison 2012/13 arbeiteten Weaver und Poje zusätzlich zu ihrem Trainingsteam mit der Tänzerin und Choreografin Allison Holker zusammen und erarbeiteten mit ihr ihren Kurztanz zu Musik aus dem Musical The Sound of Music und ihre Kür zu Humanity in Motion von Nathan Lanier. Sie gewannen in beiden Grand-Prix-Wettbewerben die Bronzemedaille, konnten sich aber knapp nicht für das Finale qualifizieren. Im Dezember brach sich Weaver beim Training das Wadenbein, weshalb das Paar seine Teilnahme an den Kanadischen Meisterschaften 2013 absagen musste. Bei den Weltmeisterschaften 2013 traten sie wieder an und erreichten den 5. Platz.
In der Saison 2012/13 gewannen Weaver und Poje zwei Silbermedaillen in ihren Grand-Prix-Wettbewerben, wodurch sie sich zum dritten Mal für das Finale qualifizierten, in dem sie den 5. Platz belegten. Bei den Kanadischen Meisterschaften gewannen sie die Silbermedaille und wurden daraufhin ausgewählt, um neben Virtue und Moir Kanada bei den Olympischen Winterspielen 2014 in Sotschi zu vertreten. Dort lagen sie nach dem Kurztanz auf dem 7. Platz, den sie – trotz des fünftbesten Ergebnisses in der Kür – auch in der Gesamtwertung belegten. In ihrer ersten olympischen Saison traten Weaver/Poje mit einem Kurztanz zu Musik von Harry Warren und einem Kürtanz zu Musik von Gideon Krame und Astor Piazzolla an. Sie beendeten ihre Saison mit einer weiteren Silbermedaille bei den Weltmeisterschaften 2014 mit einem enorm knappen Ergebnis, nur 0,02 Punkte hinter dem italienischen Paar Anna Cappellini/Luca Lanotte und 0,04 Punkte vor dem französischen Paar Nathalie Péchalat/Fabian Bourzat.
Die Saison 2014/15 war die erfolgreichste Saison der Karriere des Paares. Mit ihrem Kurztanz zu La Virgen de la Macarena und ihrer Kür zu Vivaldis Die vier Jahreszeiten gewannen sie Goldmedaillen in jedem Wettbewerb, in dem sie antraten – darunter das Grand-Prix-Finale und die Vier-Kontinente-Meisterschaften –, mit Ausnahme der Weltmeisterschaften 2015, wo sie hinter Gabriella Papadakis/Guillaume Cizeron und Madison Chock/Evan Bates den dritten Platz belegten.

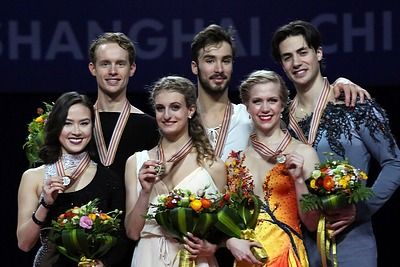
Siegerehrung der Weltmeisterschaften 2015 mit Madison Chock, Evan Bates, Gabriella Papadakis und Guillaume Cizeron

2015 gewannen Weaver und Poje zum zweiten Mal das Grand-Prix-Finale und konnten ihren Titel bei den Kanadischen Meisterschaften 2016 verteidigen. Bei den Vier-Kontinente-Meisterschaften erreichten sie den 3., bei den Weltmeisterschaften 2016 den 5. Platz. Sie wechselten im Laufe der Saison ihren Kurztanz, da Jurymitglieder Zweifel geäußert hatten, ob der Rhythmus ihres Elvis-Presley-Medleys den Vorgaben der Saison entspräche, die einen Walzer erforderten. Da sie nicht das Risiko eines Punktabzugs eingehen wollten, studierten Weaver und Poje ein neues Programm zu An der schönen blauen Donau ein. Ihre Kür liefen sie zu Musik von Ludovico Einaudi.
Ab 2016 arbeiteten Weaver und Poje neben Pasquale Camerlengo mit dem Nikolai Morosow als Trainer und Choreografen zusammen und trainierten von da an teilweise in Moskau. Sie traten in der Saison 2016/17 mit einem Michael-Jackson-Medley als Kurztanz und einer Kür zum Concierto de Aranjuez an. Sie gewannen eine Silber- und eine Bronzemedaille in der Grand-Prix-Serie, verpassten aber ein weiteres Mal knapp die Qualifikation für das Finale. Bei den Kanadischen Meisterschaften 2017 wurden sie Zweite hinter Tessa Virtue und Scott Moir. Bei den Vier-Kontinente-Meisterschaften und den Weltmeisterschaften 2017 belegten sie den 5. bzw. 4. Platz.

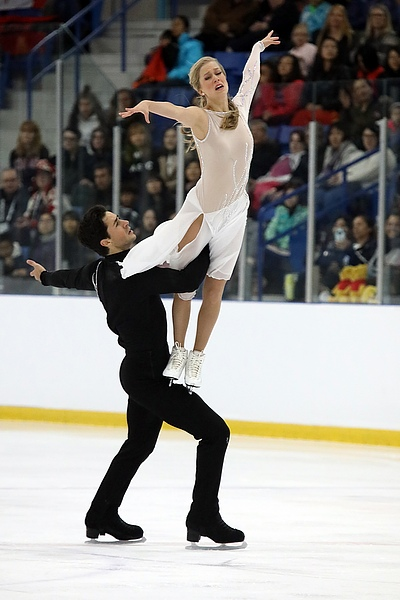
Kaitlyn Weaver und Andrew Poje 2018

In ihrer zweiten olympischen Saison traten Weaver und Poje gemäß den Vorgaben mit einem Tango-Kurztanz an; als Kür zeigten sie erneut ihr erfolgreiches Je-suis-malade-Programm aus der Saison 2011/12. Sie belegten einen 4. und einen 2. Platz in der Grand-Prix-Serie. Bei den Kanadischen Meisterschaften belegten sie den 3. Platz – wie 2013 hinter Virtue/Moir und Gilles/Poirier. Da Kanada bei den Olympischen Winterspielen 2018 in Pyeongchang drei Quotenplätze im Eistanz zur Verfügung standen, konnten Weaver und Poje zum zweiten Mal für das kanadische Olympiateam benannt werden. Sie lagen im Kurztanz auf Platz 8 und konnten sich in der Kür auf Platz 7 verbessern – beide Male einen Platz vor Gilles und Poirier, während Virtue und Moir die Goldmedaille gewannen. Weaver und Poje beendeten die Saison mit einer Bronzemedaille bei den Weltmeisterschaften.
In ihrer letzten Wettbewerbssaison traten Weaver und Poje mit dem Kurztanz Libertango, choreografiert von Igor Sshpilband an. Ihre Kür zu dem Chanson SOS d’un terrien en détresse von Daniel Balavoine widmeten sie ihrem Freund, dem kasachischen Eiskunstläufer Denis Ten, der im Sommer zuvor ermordet worden war. Weaver und Poje auf ihre Teilnahme an der Grand-Prix-Serie 2018/19, um stattdessen mit Tessa Virtues und Scott Moirs Abschieds-Eisshow „Thank You Canada“ auf Tournee zu gehen. Sie gewannen eine weitere Goldmedaille bei den Kanadischen Meisterschaften und eine Silbermedaille bei den Vier-Kontinente-Meisterschaften. Bei ihren letzten Weltmeisterschaften belegten sie den 5. Platz.
Nach dem Ende der Saison gaben Weaver und Poje bekannt, eine Pause vom Wettbewerb einzulegen und über ihre Zukunft im Eiskunstlauf nachzudenken. Sie traten danach nicht mehr in Wettbewerben an.

### Karriere nach dem Wettbewerbssport
Wie auch schon während ihrer Wettbewerbskarriere treten Kaitlyn Weaver und Andrew Poje gemeinsam in Eisshows auf, unter anderem sind sie regelmäßige Gäste bei Stars On Ice Canada. Für den kanadischen Eislaufverband übernehmen sie gemeinsam repräsentative Aufgaben.
2019 traten Kaitlyn Weaver und Andrew Poje in der kanadischen Fernsehshow Battle of the Blades auf, in der gemischte Teams aus Eishockey und Eiskunstlauf gegeneinander antreten. Weaver bildete ein Team mit dem Eishockeyspieler Sheldon Kennedy, Poje mit der Eishockeyspielerin Natalie Spooner. Weaver und Kennedy gewannen den Wettbewerb dieser Staffel.

## Persönliches
2020 sprach Kaitlyn Weaver in einem Instagram-Post erstmals öffentlich über ihre Identität als queere Frau. Sie entschied sich erst nach dem Ende ihrer Wettbewerbskarriere zu einem öffentlichen Coming-out. Während ihrer Zeit als Sportlerin im internationalen Wettbewerb habe sie diesen Schritt nie in Erwägung gezogen, da sie einen negativen Einfluss auf die Bewertungen des Eistanzpaares Weaver/Poje durch Jurys befürchtete, nicht zuletzt weil in vielen Ländern, in denen sie an Wettbewerben teilnahmen, Homosexualität unter Strafe steht. Weaver bedauert, dass sie sich in ihrer Karriere als Sportlerin gezwungen gesehen hatte, sich an ein heteronormatives Umfeld anzupassen, und dass sie ihre Persönlichkeit nie frei ausdrücken konnte. Sie hofft, anderen dabei zu helfen, Geschlechterstereotype im Eiskunstlauf zu überwinden. Ihr selbst habe es in ihrer Jugend an Vorbildern gefehlt, daher wolle sie dies für junge Menschen sein.

## Engagement
Kaitlyn Weaver ist Mitglied der Equity, Diversity, & Inclusion Working Group des Eislaufverbands Skate Canada. Als Vertreterin im Rat der Internationalen Eislaufunion setzt sie sich für eine geschlechtersensible und rassismuskritische Politik des Verbands ein. Ihr Aktivismus trug dazu bei, dass Skate Canada die Regeln für den Eistanz und Paarlauf dahingehend änderte, dass sie auf eine Festlegung des Geschlechts verzichten: Vorher waren Paarlauf- und Eistanzpaare als eine Frau und ein Mann definiert, seit Dezember 2022 ist lediglich von zwei Personen die Rede, deren Geschlecht offen gelassen wird. So können auch Paare aus zwei Personen mit gleichem Geschlecht oder nichtbinärer Geschlechtsidentität bei Wettbewerben in Kanada antreten. Weaver setzt sich bei der Internationalen Eislaufunion dafür ein, dass diese Regel auch international zum Standard wird.
2020 produzierte Weaver gemeinsam mit dem Kameramann und früheren Eistänzer Jordan Cowen ein viereinhalbstündiges Online-Event mit zahlreichen bekannten Personen aus dem Eiskunstlauf als Spendenaktion für den COVID-19-Hilfsfond der WHO, mit der sie 60 000 Dollar sammelte. Daraus entstand die Initiative Open Ice Collective, die Diversität im Eiskunstlauf sichtbar machen will.
Weaver engagiert sich für die Kinderhilfsorganisationen Right To Play und World Vision. Sie gründete die Organisation Skate to Great, die Kindern den Einstieg in den Eiskunstlauf ermöglichen soll.

## Ergebnisse
Eistanz
(mit Andrew Poje)
| Meisterschaft/Jahr              | 2007  | 2008  | 2009  | 2010  | 2011  | 2012  | 2013  | 2014  | 2015  | 2016  | 2017  | 2018  | 2019  |
| ------------------------------- | ----- | ----- | ----- | ----- | ----- | ----- | ----- | ----- | ----- | ----- | ----- | ----- | ----- |
| Olympische Winterspiele         |       |       |       |       |       |       |       | 7.    |       |       |       | 7.    |       |
| Weltmeisterschaften             | 20.   | 17.   |       |       | 5.    | 4.    | 5.    | 2.    | 3.    | 5.    | 4.    | 3.    | 5.    |
| Vier-Kontinente-Meisterschaften |       | 5.    | 5.    | 1.    | 4.    | 3.    |       |       | 1.    | 3.    | 5.    |       | 2.    |
| Juniorenweltmeisterschaften     | 3.    |       |       |       |       |       |       |       |       |       |       |       |       |
| Kanadische Meisterschaften      | 3.    | 2.    | 3.    | 3.    | 2.    | 2.    | Z     | 2.    | 1.    | 1.    | 2.    | 3.    | 1.    |
| –                               |       |       |       |       |       |       |       |       |       |       |       |       |       |
| Grand-Prix-Wettbewerb/Saison    | 06/07 | 07/08 | 08/09 | 09/10 | 10/11 | 11/12 | 12/13 | 13/14 | 14/15 | 15/16 | 16/17 | 17/18 | 18/19 |
| Grand-Prix-Finale               |       |       |       |       | 5.    | 4.    |       | 5.    | 1.    | 1.    |       |       |       |
| Skate America                   |       |       |       |       | 4.    |       | 3.    |       |       |       |       |       |       |
| Skate Canada                    |       | 6.    |       | 3.    |       | 2.    |       | 2.    | 1.    | 1.    |       | 2.    |       |
| Cup of Russia                   |       |       |       |       |       | 2.    |       | 2.    |       | 1.    | 3.    |       |       |
| Trophée Eric Bompard            |       | 7.    |       |       |       |       |       |       |       |       |       | 4.    |       |
| NHK Trophy                      |       |       | 7.    |       | 2.    | 2.    |       |       | 1.    |       |       |       |       |
| Cup of China                    |       |       | 6.    | 6.    |       |       | 3.    |       |       |       | 2.    |       |       |